# 郡
郡，是中國、日本、朝鮮半島、越南等漢字文化圈內地區使用的行政区划單位，起源於中國戰國時代。現代漢語中，也常将某些国家的二、三级行政区翻譯為郡。自秦朝起，郡作为第一或第二级行政区，至唐朝时不再设置。宋朝人雅稱州為郡，明代以後，士人雅稱府為郡。

## 中国

### 历史沿革
郡的设置始见于战国时期，主要是较大的诸侯国在自己邊疆设立，内地由于不需要雄厚的武力故不设郡，只設縣。当时设郡的國防目的和价值远远大于同时期的县。郡的地位在此时有一定的威慑意义，《史记》记载秦武王的左丞相甘茂认为韩的宜阳县名为县、实为郡，难以攻克的观点。
秦始皇消灭六国统一天下，六国人民并不心服，各地都有驻留兵力的必要，所以分天下为三十六郡，郡下统县，成为中国第一个统一王朝的郡县二级行政区划设置。西汉由于恢复了一定程度的分封制，所以郡的同级还出现了諸侯王國，以郡、国统县，仍然是二级制。郡的数量也大大增加，由秦末的约48郡，增加到了汉朝的约102郡。
东汉末年三国时期，原来只起监察作用的13个州成为正式的一级行政区，郡成为州以下的二级行政区。此后，历经三国、东晋、南北朝等分裂割据局面，由于大量增分建制，州郡县三级行政区划体系发生重大转变。最后全国出现了200多个州、600多个郡、1000多个县，一州只有两三个郡、一郡只有两三个县，介于州县之间的郡的实际意义几乎不复存在。
隋文帝在中國統一后，废除了天下各郡，实行州县二级制。不久后，隋炀帝又改州为郡，恢复到了秦汉的郡县二级制。唐朝建立后，再次改郡为州，但到了唐玄宗时又改州为郡，这也是郡最后一次作为正式行政区划出现。到了唐玄宗禪讓，唐肃宗登基后，再次改郡为州，从此中国不再使用郡的划分。但宋朝的州則有一個郡名作別名，後來的大理國和太平天國等政權亦設置過郡。

### 职官
战国郡的长官称郡守，是高级官员。西汉改称太守，品秩二千石，仍是重臣，往往与中央政府最高的三公、九卿等职位往互调任。

## 日本
日本曾於1878年至1945年設立郡作为大日本帝國的行政单位，等级在日本的都道府縣、州、支廳之下，但在町、村之上。截至2008年，市都是直接由县管辖，而与郡相互独立。在日本，虽然町和村隶属于郡，但郡却几乎没有任何行政权力。现在，郡主要用于表记地理区域。

### 臺灣日治時期
郡是台灣日治時期時，1920年至1945年間曾存在之行政區劃，下轄街、庄與蕃地，行政首長為郡守。二次大戰結束時共設有51郡，如海山郡、豐原郡、曾文郡、花蓮郡等。

## 朝鮮半島
朝鮮傳統第二級行政區，始建次於朝鮮三國時代（高句麗、新羅、百濟）為州以下行政單位。王氏高麗顯宗九年（西元1010年）改州為道，郡便一直是朝鮮道以下一個行政單位。

### 朝鮮民主主義人民共和國
道、直轄市、特別市、特級市轄下行政單位，下轄邑及勞動者區。

### 大韓民國
道及廣域市轄下行政單位，下轄邑（約等於鎮）及面（約等於鄉）。

## 越南
直辖市辖下行政单位，下辖坊。

## 汉字文化圈以外国家
在汉字文化圈中，“郡”在中国大陆、台湾和日本是普遍作为国外行政区划第二级行政区单位的译名。在汉字文化圈以外国家“郡”和“县”通常可以通用。

### 英國、澳大利亚、爱尔兰、挪威
目前英国、爱尔兰、澳大利亚、挪威等国也有被译为“郡”的行政区划，但含义与古中国的“郡”不尽相同。
英國的郡（英語：shire）又译为夏是與“县”（英語：county）同级的行政单位，一般由数个中心城市和其他小城镇组成。
澳大利亚的郡（夏）與英國大致相同，但“shire”有一些香港文字资料则是翻译为“县”。
在爱尔兰的郡、挪威的郡（挪威語：fylke），郡则是一级行政区。

### 新西兰
新西兰的郡（英語：county）是1876年—1989年的二级行政区。1989年后为市（英語：city）和英文名改为「district」中文保留郡的称呼，但「district」通常华语方面翻译为“区”。

### 法国
法国的省（法語：département）与英语中的“county”或“shire”（郡）类似。

### 美国
美国的郡（英語：county）是州以下的行政区划，有48個州使用郡這一名稱（阿拉斯加的“自治城镇”与路易斯安那“堂区”同级的行政单位）。 但“county”在美国本地华人和中国大陆则是翻译为“县”。

### 加拿大
加拿大的郡（英語：county）是加拿大其中6个省（安大略、魁北克、新斯科舍、新不伦瑞克、爱德华王子岛、艾伯塔）以下的一种行政区划。 但“county”在加拿大本地华人、中国大陆和有一些香港文字资料则是翻译为“县”。

### 德国
德国的郡（德語：landkreis）是邦的行政區以下的行政区划，但“landkreis”在中国大陆则是翻译为“县”。

### 瑞士
瑞士的郡（德語：bezirke）是州以下的行政区划，但“bezirke”或“district”在中国大陆则是翻译为“区”。